# Grădiștea de Munte, Hunedoara
Grădiștea de Munte este un sat în comuna Orăștioara de Sus din județul Hunedoara, Transilvania, România.